# Folkhögskollärare
En folkhögskollärare eller folkhögskolelärare undervisar på folkhögskola. I Sverige finns utbildningen till folkhögskollärare bara vid Linköpings universitet.